# بادي بانكس (قائد فرقة)
بادي بانكس (بالإنجليزية: Buddy Banks)‏ هو موزع وعازف بيانو أمريكي، ولد في 3 أكتوبر 1909 في دالاس في الولايات المتحدة، وتوفي في 7 سبتمبر 1991 في ديسيرت هوت سبرينغس في الولايات المتحدة.

## وصلات خارجية
- بادي بانكس على موقع ميوزك برينز (الإنجليزية)
- بادي بانكس على موقع ديسكوغز (الإنجليزية)